# Tourbière de Syra Pohonia
La tourbière de Syra Pohonia, en ukrainien : Сира́ Пого́ня et Болотні масив Сира Погоня, est une tourbière d'Ukraine. Elle est une partie de la réserve qui couvre une partie du massif du marais de Créminne. c'est un site RAmsar et WDPA.